# Manifest der 2000 Worte
Das Manifest der 2000 Worte (vollständiger Titel: Zweitausend Worte, die an Arbeiter, Landwirte, Beamte, Künstler und alle gerichtet sind; tschechisch: Dva tisíce slov, které patří dělníkům, zemědělcům, úředníkům, umělcům a všem) ist einer der wichtigsten Texte des Prager Frühlings in der Tschechoslowakei von 1968.
Das Manifest erschien am 27. Juni 1968 in der kulturpolitischen Zeitschrift Literární listy und wurde in den Tageszeitungen Lidové noviny, Práce, Mladá fronta und Zemědělské noviny gedruckt.
Es ist ein Zeugnis einer Emanzipation der Öffentlichkeit und wurde von Intellektuellen verschiedener Couleur unterzeichnet. Das Dokument entstand auf Anregung einiger Mitarbeiter der Tschechoslowakischen Akademie der Wissenschaften (Československá akademie věd), u. a. Otto Wichterle, Jan Brod, Otakar Poupa und Miroslav Holub.
Auch František Kriegel aus der Parteiführung selbst habe nach Chefredakteur Liehm von Literární listy Vaculik mit dieser Idee konfrontiert, um den stagnierenden Reformprozess und den zögernden Dubcek durch öffentlichen Druck vorwärtszutreiben.
Verfasst wurde es im Juni 1968 von dem bekannten Schriftsteller Ludvík Vaculík.
Es beleuchtete nicht nur die Rolle der Kommunistischen Partei im Prozess des „Prager Frühlings“ sehr kritisch und forderte eine unbedingte Weiterführung der Reformpolitik, gegen die reaktionären Kräfte im In- und Ausland, sondern übte auch allgemein heftige Kritik an den „Irrtümern des Sozialismus“. Die Führung der Kommunistischen Partei lehnte das Dokument als eine Misstrauenserklärung gegenüber ihrer Politik ab. Die Bevölkerung, insbesondere auch die bis dahin eher passive Arbeiterschaft, begrüßte das Manifest hingegen in einem „stürmischen Echo“. Generell führten die „2000 Worte“ zu einer weiteren Radikalisierung sowohl der konservativen als auch der reformorientierten Kräfte, während die Regierung Černík und die Mehrheit der Parteiführung unter Alexander Dubček sich gezwungen sahen, zwischen beiden Seiten zu lavieren.

## Wirkung und Reaktionen
Die überwältigende Wirkung der „2000 Worte“ ist unbestritten. Sowohl Gegner als auch Befürworter der Reformen in der ČSSR waren gezwungen, zu dem Manifest Stellung zu beziehen. Naturgegebenermaßen fiel die Bewertung des Schriftstücks höchst unterschiedlich aus. Klare Worte fand am 29. Juni Ministerpräsident Oldřich Černík. Der Vorsitzende der Nationalversammlung Josef Smrkovský ging sogar noch weiter, indem er warnte, dass eine Aufforderung zu Streik, Boykott und Ähnlichem die elementare Sprengladung der Ungesetzlichkeit in sich berge. Auch warf er die Frage auf, ob ein abstrakter Appell sich an die Gesetze zu halten tatsächlich mehr Autorität innerhalb der Leserschaft besitze als die konkreten Forderungen nach faktisch ungesetzlichen Maßnahmen. Weitsichtig warnte er vor politischem Romantismus und führte aus, dass ebendieser vorherrsche, wenn man von ungenügenden Informationen ausgeht, und darum nicht alle in Betracht kommenden – inneren wie äußeren – Komponenten berücksichtigt, die die Entwicklung unserer [der tschechoslowakischen] Gesellschaft und das Schicksal unseres Erneuerungsstrebens bestimmen. Diese Passage in seinem Antwortschreiben auf das Manifest muss als eine feine Anspielung auf die Drohkulisse verstanden werden, welche die Tschechoslowakei und ihren Reformprozess einzuengen drohten.
Noch am Erscheinungstag traf sich die Parteispitze der KPČ zur Krisensitzung. Die Reformer fühlten sich überrumpelt. Schließlich war das System noch immer totalitär.
Die 2000 Worte wirkten wie ein Katalysator sowohl innerhalb und außerhalb der Partei. Auf der einen Seite die Dogmatiker in der KPČ, die um ihre Macht, Posten und Pfründe fürchteten, zusammen mit der Fünfer-Koalition der Bruderparteien (Warschauer Fünf), auf der Gegenseite die Gruppe der Reformkommunisten, die von 80 Prozent der Bevölkerung unterstützt wurden. Ein außerordentliche Parteitag, den Dubček für Mitte September durchsetzen konnte, sollte eine Entscheidung über Reformen und Personen bringen. Dubček setzte dabei auf Konfliktvermeidung und Zeitgewinn in der Hoffnung, der Parteitag werde seine Stellung nach innen und außen erheblich stärken.
Mit dem Bekanntwerden des Manifests reagierte der Kreml sofort. Noch in derselben Nacht telefonierte Breschnew mit Dubček, von dem er ein sofortiges Vorgehen gegen die Konterrevolution verlangte. Auch die Prager Botschaft der DDR meldete nach Ostberlin: „Dieses Dokument ist ein Aufruf zur Konterrevolution, der programmatischen Charakter trägt“.
Ota Šik zog in seinem Buch Prager Frühlingserwachen eine etwas gemäßigtere Bilanz. Er schrieb zu dem Manifest: Auch ich habe dieses Manifest, so sehr ich mit seinem Inhalt einverstanden war, für taktisch verunglückt gehalten. Die Progressiven waren überall die wesentlich stärkeren und trotz aller Intrigen konnten die Reaktionäre die Entwicklung mit inneren Kräften nicht mehr zurückdrängen. Das Manifest hat daher zu diesem Zeitpunkt den Konservativen und Reaktionären mehr genützt als den Reformern.
Der progressive Teil der Regierung war sich in seinen Grundzügen bei der Bewertung dieses Schriftstückes also einig. Sie alle konnten sich zumindest teilweise mit dem Inhalt des Manifests identifizieren, kritisierten aber offen Wortwahl und Erscheinungstermin der „2000 Worte“. Die Anspielung auf die äußeren Kräfte durch Smrkovský muss in diesem Zusammenhang als letzter Versuch gewertet werden, die Literaten zu einer gewissen Mäßigung zu drängen, um das Gesamtvorhaben nicht zu gefährden.
Eine ablehnende Haltung nahmen natürlich die konservativen Kräfte selbst ein. Generalmajor Kodaj bezeichnete das Manifest direkt nach seinem Erscheinen als Aufruf zur Konterrevolution und der konservative Kommunist Jiří Hájek bezeichnet das Manifest in seiner Rückschau als provokativ und erklärte, dass es die weitere politische Entwicklung beschleunigte oder sogar radikalisierte. Auch ZK-Mitglied Alois Indra verschickte als Antwort auf die „2000 Worte“ Warnungen vor einer drohenden Konterrevolution an alle Parteiorganisationen. Rüdiger Wenzke geht in seiner 1990 veröffentlichten Broschüre „Prager Frühling - Prager Herbst“ sogar so weit zu konstatieren, dass erst mit dem Erscheinen des Manifests der Begriff Konterrevolutionär in den Auseinandersetzungen auftauchte.
Nicht nur das Zentralorgan der KPdSU Prawda in Moskau sah nun die Gefahr der Konterrevolution am Horizont und konstatierte in einem Artikel vom 11. Juli, dass es offensichtlicher denn je zuvor [ist], dass das Auftauchen der 2000 Worte keineswegs eine isolierte Erscheinung, sondern ein Beweis für das Aktivwerden der rechten und ausgesprochen konterrevolutionären Kräfte in der Tschechoslowakei, die offenkundig mit der imperialistischen Reaktion liiert ist. Die sowjetische Propaganda hatte sich also erstaunlich schnell auf dieses Manifest eingeschossen und suchte nun, es zur Unterstützung ihrer Sichtweise der Dinge in der ČSSR auszunutzen. Dafür spricht auch der gemeinsam verfasste Brief der fünf an dem Einmarsch beteiligten Länder, den sie am 15. Juli an die KSČ richteten. In diesem wird das Manifest in einen größeren Zusammenhang eingeordnet, indem behauptet wird, dass gerade dadurch [Gemeint ist das zu vorsichtige Eingreifen des ZK gegen die verstärkten Angriffe der vermeintlichen Reaktion] erhielt die Reaktion die Möglichkeit, öffentlich mit einer im ganzen Land verbreiteten politischen Plattform unter dem Namen 2000 Worte hervorzutreten, die einen offenen Appell zum Kampf gegen die kommunistische Partei, gegen die verfassungsmäßige Macht enthält, die zu Streiks und Unruhen aufruft. Tatsächlich war also nun eingetreten, was der Vorsitzende der Nationalversammlung Smrkovský vermutet hatte. Die sowjetische Seite nutzte das Manifest geschickt aus und versuchte den Eindruck zu vermitteln Prag stünde kurz vor einer imperialistischen Konterrevolution. Allen Beteiligten musste spätestens jetzt klar sein, dass Moskau den Reformverlauf als unnötig und kontraproduktiv beurteilte. Ebenfalls klar wird in dem Brief darauf hingewiesen, dass die Sowjetunion weitere Schritte in diese Richtung nicht dulden würde und die Angelegenheit zukünftig nicht mehr unter dem Blickpunkt der Souveränität, sondern unter dem der gemeinsamen Abwehr des Imperialismus betrachten würde.

## Rezeption
Nach dem Einmarsch der Warschauer-Pakt-Staaten in die Tschechoslowakei kursierte dort in Anspielung auf das Manifest der bittere Witz: „7.000 Panzer für 2.000 Worte, was für ein gigantisches Geschäft“.